# Toltrazuril
Toltrazuril ist ein Arzneistoff aus der chemischen Gruppe der Triazinderivate, der gegen Protozoeninfektionen (Kokzidiosen, Toxoplasmose, Sarkozystose) in der Veterinärmedizin sowohl bei Säugetieren als auch Vögeln eingesetzt wird.
Toltrazuril ist gegen alle bislang untersuchten Kokzidien (einschließlich Toxoplasma gondii und Sarcocystis) wirksam. Es hemmt die Atmungskette und die Pyrimidinsynthese bei den Parasiten und damit die Entwicklung der ersten und zweiten Schizontengeneration. Gegen freie Sporozoiten und Merozoiten ist es nicht wirksam. Der Wirkstoff verhindert nicht die Ausbildung einer Immunität des Tieres gegenüber Kokzidien.
Der Wirkstoff darf nicht bei laktierenden Kühen, Hühnern, deren Eier zum Verzehr gedacht sind, und trächtigen Kaninchen angewendet werden. Beim Igel kann die orale Gabe zu Schleimhautreizungen führen.

## Handelsnamen
Baycox, Dozuril, Toltranil, Zuritol, Toltra-K